# Звяр (филм, 2011)
„Звяр“ (на английски: Beastly) е фантастично-романтичен филм от 2011 г. базиран на книгата на Алекс Флин със същото име. Филмът е преразказ на приказката „Красавицата и Звяра“, разказан в съвременния Ню Йорк. Лентата е написана и режисирана от Даниел Барнс и актьорите Ванеса Хъджинс, Алекс Петифър, Мери-Кейт Олсън, Нийл Патрик Харис и Лиса Хамилтън. Съспенсът се фокусира върху Кайл Кингстън – красив мъж, който не уважава една своя съученичка, която е вещица под прикритие. След това вещицата прави магия на Кайл и го превръща в чудовище. Премиерата по кината е на 3 март 2011 г. 

## Сюжет
„Звяр“ е съвременна версия на „Красавицата и Звяра“, разказваща за младия Кайл Кингсън (Алекс Петифър), красив, интелигентен и богат мъж с порок – той обича да се подиграва на непривлекателните.
Когато един ден, Алекс кани съученичката си Кендра Хилфърти (Мери-Кейт Олсън) на екстравагантна училищна забава, той прави най-голямата си грешка. Изгавря се с нея, но това което не знае е, че тя е вещица под прикритие. Кендра си връща тъпкано на Алекс, като го проклина и го превръща в уродливо чудовище.

## В ролите

### Кайл Кингстън/ Крал Адриан (Алекс Петифър)
Кайл Кингсбъри е син на новинара от Манхатън, Роб Кингсбъри. Той е висок, рус, богат и красив. Най-популярното момче в училище е и излиза с най-секси момичета от училище. Когато Кайл кани непривлекателната нова ученичка – Кендра на бала и си прави лоша шега с нея. Действително тя е красива вещица и тя го превръща в звяр. Бащата на Кайл се срамува от външния вид на своя син и го заключва в голям апартамент в Ню Йорк, така никой няма да го види. Единствената компания на Кайл е прислужницата му, а по-късно и един сляп учител и кучето му. Кайл променя името си на Адриан, което означава тъмнина. Единствената му радост е градината му с рози, която си отглежда в малкия двор, окуражен от Уил. Адриан има две години, за да премахне проклятието от вещицата, като се влюби истински, въпреки външността си.

#### Линда Оуенс (Ванеса Хъджинс)
Линда Оуенс е модерната версия на „Красавицата“ Тя е ученичка в Тътъл. Живее с болен баща, който физически злоупотребява с нея. Когато той прави сделката с Адриан, тя е принудена да живее със звяра в неговото имение. Първоначално тя е ядосана и отблъсква Адриан, но после двамата се сближават. Линда изоставя Адриан, по негова молба, когато вижда болният си баща през магическото огледало на Адриан.

#### Вещицата/ Кендра Хилвърти/ Магда (Мери-Кейт Олсън)
Вещицата използва прекалено много правомощията си и за това е изпратена от по-могъщите вещици като за наказание да работи като слуга в Ню Йорк. Тя се маскира като нова ученичка в Тътъл, за да шпионира Кайл. Тя се представя като Кендра Хилвърти – зелена коса, тъмни дрехи и момиче с наднормено тегло и грозно. Тя също се маскира като Магда – прислужницата на Кингсбъри и служи на Кайл, като в същото време го шпионира.

#### Уил Фартали (Нийл Патрик Харис)
Уил Фартали е към края на двадесетте си и е висок, слаб с къдрава коса. Той е нает за преподавател на Кайл, след трансформацията му. Сляп е и има куче водител. Първоначално той и кучето му не се чувстват удобно около Кайл, но след време свикват.

#### Даниел Оуенс (Roc LaFortune)
Даниел Оуенс е баща на Линда. Той често злоупотребява с нея физически и я заплашва. Когато е хванат в градината на Адриан, той обещава да доведе дъщеря си.

## Критика
„Звяр“ получава добри отзиви, едни от които са от BookLoons, което гласи, че има интересен обрат в този модерен вариант на „Красавицата и Звяра“ и че историята е преразказана от гледната точка на Звяра. Въпреки факта, че всеки знае сюжета, версията на Флин си заслужава да се прочете. Издателският седмичник пише „че е щастлив след края на възнаграждаването, което не е изненада.“ Дона Розенблум коментира положително книгата "Историята е добре написана, и започва много оригинално с онлайн чат с Кайл/Звяра и други приказни герои. Със „Звяр“, Флин получава положителни забележки. „Sonderbooks“ похвали Флин казвайки: 
| „ | Харесва ми начина по който Алекс работи с всички елементи по традиционната приказка. Също така ми харесва подробният начина по който, тя показва трансформацията на Кайл. Разбира се има чудесно развитие на истинската любов. Всичко това е събрано в една страхотна книга, наистина се надявам да стане хит при тийнейджърите. И също така по-големите, които харесват „Здрач“ ги призовавам да опитат със „Звяр“. | “ |